# Choanophryidae
Famille
Les Choanophryidae sont une famille de Ciliés de la classe des Kinetofragminophora et de l’ordre des Suctorida.

## Étymologie
Le nom de la famille vient du genre type Choanophrya, dérivé du grec ancien χόανος / chóanos, « entonnoir », et οφρύς / ophrýs, « cil ; sourcil »,

## Description
Les Choanophryidae sont de Suctoriens ayant des tentacules atypiques en forme d'entonnoir dont l'axonème est dépourvu de l'habituelle couche microtubulaire interne ; ces tentacules sont spécialisés pour prélever les restes liquides de la nourriture de leur hôte. Leur macronoyau est sphérique ou ellipsoïde.

## Biologie
Les Choanophryidae sont des protistes commensaux des crustacés d'eau douce.

## Liste des genres
Selon GBIF (5 mai 2023) :
- Anarma Goodrich & Jahn, 1943
- Capriniana Strand, 1928
- Choanophrya Hartog, 1902
  - Espèce type : Choanophrya infundibulifera Hartog, 1902
  - Synonyme : Podophrya infundibulifera Hartog, 1881

## Systématique
Le nom valide de ce taxon est Choanophryidae Dovgal (d), 2002.

## Publication originale
- (en) Igor V. Dovgal, « Evolution, phylogeny and classification of Suctorea (Ciliophora) », Protistology, Russie, vol. 2, no 4,‎ 2002, p. 194–270 (ISSN 1680-0826, lire en ligne, consulté le 5 mai 2023).